# Pacode
Pacode là một thị xã panchayat của quận Kanniyakumari thuộc bang Tamil Nadu, Ấn Độ.

## Nhân khẩu
Theo điều tra dân số năm 2001 của Ấn Độ, Pacode có dân số 22.521 người. Phái nam chiếm 51% tổng số dân và phái nữ chiếm 49%. Pacode có tỷ lệ 76% biết đọc biết viết, cao hơn tỷ lệ trung bình toàn quốc là 59,5%: tỷ lệ cho phái nam là 79%, và tỷ lệ cho phái nữ là 72%. Tại Pacode, 11% dân số nhỏ hơn 6 tuổi.